# Furio Cavallini
Furio Cavallini (Piombino, 10 agosto 1929 – Cecina, 2 giugno 2012) è stato un pittore italiano.

## Biografia
Il suo percorso artistico comincia in Toscana nei primi anni '50, a Firenze, come assistente del pittore Giovanni Colacicchi, e come membro del gruppo di artisti noto come i Pittori delle dune, cui fecero parte, tra gli altri, i pittori Renzo Baraldi, Silvano Bozzolini, Emio Ambron, il disegnatore e pubblicitario Ormanno Foraboschi e lo scultore svizzero Hubert Queloz.
Nel 1954 Furio decide di lasciare Firenze per andare a vivere a Milano, dove continua a pitturare e per mantenersi lavora come operaio. In quegli anni frequenta gli ambienti dell'Accademia di Brera e del Bar Jamaica dove conosce, tra gli altri, lo scrittore Luciano Bianciardi, col quale stringerà un rapporto di amicizia e di costante confronto culturale. A proposito dell'incontro con il pittore nei locali del Bar Jamaica, Luciano Bianciardi scrive: "Ci si conobbe nell’autunno del 1954, a Milano, dalle parti di Brera, dentro un caffeuccio che poi è diventato alla moda, e anzi l’hanno anche abbellito". In occasione di una mostra personale di Cavallini a Forte dei Marmi, nel 1966, Bianciardi racconta: "ogni tanto mi compare per casa all'improvviso, qua fuor di Milano dove anch'io sono scappato, e parla, racconta, discute, legge, e appena gli capita tra le mani un pezzo di carta e qualcosa che lasci il segno, attacca a dipingere". Al pittore, Bianciardi dedica anche un piccolo cameo in uno dei suoi romanzi più di successo, La vita agra: «Così i nostri amici erano sempre quelli, i fotografi del bar delle Antille, e qualche pittore, come il Cavallini di Piombino». Furio Cavallini offre una sua testimonianza per il saggio di Pino Corrias Vita agra di un anarchico. Luciano Bianciardi a Milano (1993): «Quando arrivava al Giamaica, verso sera, Luciano era sempre stracco," racconta Furio Cavallini. "Noi gli si chiedeva subito: allora, quanto cartelle hai fatto oggi? Lui, si buttava giù sulla sedia, sempre al tavolino più in fondo, e ordinava una grappa. 'Siete fortunati voi pittori,' mi diceva, 'io sudo alla macchina, mentre voi bischeri ve ne state a fare nulla. Vi attaccate a un quadro, date due pennellate e avete finito».
Nel 1956 si ammala di tubercolosi e viene ricoverato in sanatorio a Firenze. Nel 1957 vince il Premio del Fiorino Editori e Stampatori. Tornato a Piombino alla fine degli anni '50, conosce e sposa nel 1960 Deanna Moretti,  sua musa ispiratrice fino alla morte. Nel 1973 Furio torna a Milano con la moglie e i figli Giulia e Giovanni Cavallini, dove insegna al liceo artistico di Busto Arsizio fino al 1979 le materie di ornato disegnato e disegno dal vero. Nel 1976 partecipa alla mostra collettiva Disegno e piccola scultura al Palazzo della Permanente con il quadro Uomo che urla.
Nel 1987, in seguito a una perdita di ispirazione artistica, grazie allo scultore e pittore Ugo Guarino, suo amico, ha l'occasione di trasferirsi in uno studio all'interno dell'ex-manicomio del Parco San Giovanni diTrieste. Per un anno segue una prolifica attività con ritratti agli ex-pazienti e con paesaggi tra i padiglioni ormai chiusi. Nel 2021, in occasione del 700º anniversario della morte di Dante Alighieri, Elisa Favilli e Cristina Renso curano la mostra Purgatorio. I sospesi alla Sala Nevera di Casa Morandi, a Saronno: la mostra dedica un'intera sezione ai ritratti dei malati.
Nel 1997 torna a vivere con la moglie in Toscana, a Riparbella, paese natale del padre Giuseppe. Muore a Cecina nel 2012.

## Filmografia
- Bianciardi!, regia di Massimo Coppola (2007)